# Rudolf Geiger
Rudolf Oskar Robert Williams Geiger (Erlangen, 24 de agosto de 1894 — Munique, 22 de janeiro de 1981) foi um meteorologista e climatologista alemão que se distinguiu como um dos autores da classificação climática de Köppen-Geiger e como um dos fundadores da micrometeorologia, isto é do estudo dos efeitos dos fatores meteorológicos e climáticos na escala local.

## Biografia
Rudolf Geiger nasceu em Erlangen, Alemanha, em 24 de Agosto de 1894, filho do orientalista e professor universitário Wilhelm Ludwig Geiger (1856-1943), especialista nas línguas do Irão e da Índia. O seu irmão Hans Geiger foi um físico de renome mundial, inventor do contador Geiger.
Rudolf Geiger estudou entre 1912 e 1914 na Universidade de Erlangen e depois na Universidade de Kiel, vendo os seus estudos interrompidos com o desencadear da Primeira Guerra Mundial. Terminado este conflito, em 1920, empregou-se como assistente de Física na Escola de Tecnologia de Darmstadt, onde permaneceu até obter, em 1927, o seu doutoramento pela Georg-August-Universität, de Göttingen. Nesse mesmo ano, publicou a primeira edição do seu trabalho seminal Das Klima der Bodennahen Luftschicht ("O clima da camada de ar junto ao chão")
A sua obra Das Klima der bodennahen Luftschicht, disponível na Internet na sua versão em língua inglesa The Climate Near the Ground, hoje com múltiplas reedições e traduções (incluindo uma portuguesa pela Fundação Calouste Gulbenkian), é um trabalho essencial para a compreensão dos efeitos ecológicos e ambientais do clima, que se transformou num clássico da literatura ambiental.
Transferiu-se então para o Instituto de Meteorologia e Climatologia da Universidade de Munique, onde foi instrutor até 1933, trabalhando entre 1928 e 1935 como observador no Serviço de Meteorologia da Baviera.
Neste período iniciou a sua colaboração com Wladimir Köppen, com quem, entre 1930 e 1939, foi co-editor do Handbuch der Klimatologie (Manual de Climatologia), um projeto ambicioso que ficou incompleto, mas do qual foram publicados cinco volumes na década de 1930.
Para além da edição daquela obra, ainda no campo da Climatologia, Geiger foi um dos principais colaboradores de Wladimir Köppen no desenvolvimento e afirmação da classificação climática de Köppen-Geiger como a classificação mais expandida e aceita na descrição dos climas da Terra, sendo responsável pela publicação, em 1960, da versão revista daquela classificação. Atualmente, a classificação climática de Köppen-Geiger permanece em uso.
Em 1937 foi feito professor de silvicultura na Forstakademie Eberswalde (hoje a Fachhochschule Eberswalde), em Eberswalde, na região de Brandemburgo, ensinando meteorologia e climatologia nos cursos de temática florestal ali ministrados.
Em 1948 Geiger foi nomeado catedrático de Meteorologia, Microclimatologia e Climatologia e Diretor do Instituto Meteorológico da Universidade de Munique.
Em 1955 foi nomeado sócio da Deutsche Akademie der Naturforscher Leopoldina, a Academia Alemã dos Naturalistas Leopoldina, uma instituição que apenas admite entre os seus sócios personalidades que se distinguiram no campo académico como investigadores na área das ciências da natureza e que é na atualidade a mais antiga academia alemã em existência permanente.
Rudolf Geiger faleceu em Munique em 22 de Janeiro de 1981, aos 86 anos de idade.

## Obras publicadas
- Das Klima der bodennahen Luftschicht (1927)
- The climate near the ground, Braunschweig : Vieweg, 1995, 5. ed.
- Klima von Europa, [Darmstadt] : Perthes, [1978]
- Klima von Afrika, [Darmstadt] : Perthes, [1977]
- Klima von Asien, [Darmstadt] : Perthes, [1977]
- Klima von Südamerika, [Darmstadt] : Perthes, [1975]
- Klima von Australien und Antarktis, [Darmstadt] : Perthes, [1974]
- Klima von Nordamerika, [Darmstadt] : Perthes, [1974]
- Das geographische System der Klimate (em colaboração com Wladimir Köppen), Nendeln/Liechtenstein : Kraus-Reprint, 1972, [Nachdr. d. Ausg.] Berlin 1936
- The Climate near the ground, Cambridge : Harvard University Press, 1965
- Prof. Dr. Rudolf Geiger zum 70. Geburtstag, München : Universität, Meteorolog. Institut, 1964
- Sonderdruck ... aus den Sitzungsberichten, 6. Das Wetter in der Bildersprache Shakespeares,1961
- Klima der Erde (em colaboração com Wladimir Köppen), Darmstadt : Perthes, [1961], [2. Aufl.] - 1:16 000
- Das Klima der bodennahen Luftschicht, Braunschweig : Vieweg, 1961, 4., neubearb. u. erw. Aufl.
- Das Klima der bodennahen Luftschicht, Braunschweig : Vieweg, 1950, 3., neubearb. u. erw. Aufl.
- The Climate Near the Ground, Cambridge : Harvard University Press, 1950
- Das Klima der bodennahen Luftschicht, Braunschweig : Vieweg, 1942, 2. völlig umgearb. Aufl.
- Höhenwinde vor der westafrikanischen Küste im Herbst, Hamburg-Altona : [Riegel], 1932
- Mikroklima und Pflanzenklima, Berlin : Gebrüder Borntraeger, 1930
- Klimakarte der Erde (em colaboração com Wladimir Köppen), Gotha : J. Perthes, 1928, 1:20000000
- Das Klima der bodennahen Luftschicht, Braunschweig : F. Vieweg & Sohn, 1927
- Das Klima der bodennahen Luftschicht, Braunschweig : Vieweg, 1927
- Indische Geodäsie im Altertum und Mittelalter, o. O., (1920)
- Klima der Erde(em colaboração com Wladimir Köppen), Darmstadt : Perthes, 1868, 3., bericht. Aufl., 1:16000000
- Die Atmosphäre der Erde, Darmstadt : Perthes
- Die Atmosphäre der Erde, Darmstadt : Perthes, 1:30 000 000
- Neue Unterlagen für eine Waldbrandbekämpfung, Hamburg-Blankenese : Kröger,